# محطة إلديسول للطاقة الشمسية
محطة إلديسول للطاقة الشمسية هي محطة طاقة شمسية بقدرة 40 ميجاواط (54,000 حصان)، تقع في كينيا، التي تُعد أكبر اقتصاد في مجموعة شرق أفريقيا.

## الموقع
تقع محطة الطاقة في مقاطعة واسين غيشو، في الجزء الغربي من كينيا، على بُعد حوالي 13 كيلومترًا (8 أميال) بالسيارة إلى الجنوب الشرقي من مدينة إلدويريت، ويقع هذا الموقع بجوار محطة راديانت للطاقة الشمسية.

## نظرة عامة
تبلغ قدرة محطة الطاقة 40 ميغاواط، ويتم بيع هذه الطاقة مباشرة إلى شركة كينيا لتوزيع الكهرباء (Kenya Power and Lighting Company) لدمجها في الشبكة الوطنية للكهرباء. ويتم نقل الكهرباء من خلال محطة تحويل قريبة من محطة الطاقة، متصلة بخط نقل عالي الجهد يمر بالقرب من المحطة.
تتكون المحطة من 140,800 لوح شمسي ضوئي، ومحولة رفع جهد متوسطة (من 400 فولت إلى 22 كيلوفولت)، ومن المتوقع أن تنتج المحطة سنويًا حوالي 74,968,000 ميغاواط ساعة من الكهرباء.

## المطورون
طُوِّرت محطة الطاقة من قِبل تحالف يضم الجهات المدرجة في الجدول أدناه، ويمتلك المطورون أيضًا محطة الطاقة، بالإضافة إلى محطة الطاقة الشمسية المشعة المجاورة لها بقدرة 40 ميجاواط.
| رتبة | اسم المالك                      | نسبة الملكية |
| ---- | ------------------------------- | ------------ |
| 1    | إدارة الاستثمار في فرونتير      |              |
| 2    | شركة سيلينكي للاستثمار المحدودة |              |
| 3    | شركة سيدات المحدودة             |              |
| 4    | شركة إنتربرو الدولية ذ.م.م      |              |
| 5    | بنك باراماونت يونيفرسال         |              |
|      | المجموع                         | 100.00       |

## الجدول الزمني للبناء والتكاليف والتمويل
تم تقدير تكلفة البناء بمبلغ 78 مليون دولار أمريكي (حوالي 70 مليون يورو)وفي عام 2018، وافق بنك الاستثمار الأوروبي على قرض بقيمة 30 مليون يورو (37.5 مليون دولار أمريكي) لبناء محطة الطاقة هذه. سيغطي المطور/المالك الفرق البالغ 40 مليون يورو (حوالي 45 مليون دولار أمريكي)، كما وافق نفس المُقرض على قرض مماثل لمحطة الطاقة الشمسية المشعة بشروط مماثلة. كان من المتوقع تشغيل محطة الطاقة قبل نهاية عام 2019.
تم تحقيق التشغيل التجاري في أغسطس 2021.